# Croismare (Adelsgeschlecht)

Stammwappen Croismare

Croismare ist der Name eines altadligen französischen Geschlechts aus der Normandie.

## Geschichte
Verschiedene Persönlichkeiten dieses Adelsgeschlechts dienten über Jahrhunderte am französischen Königshof. Zu ihren Besitzungen zählten die Seigneurie de Croismare, de Saint-Jean du Cardonnay, de la Pinnelieri, de  Portmort, des Alleurs, de Limesey, de Pelletot, de la Blondinière, de Saint-Just, de Greaume, das Marquisat de Croismare, die Baronie de Lasson etc. Bereits in den Jahren 1045, 1112 sowie 1290 findet die Familie Erwähnung in Abteien von Préaux, der Diözese von Lisieux und Jumiège. Aus der Familie Croismare gingen ein Erzbischof von Rouen, Generalleutnante und weitere hohe Amtsträger im Dienste der französischen Könige hervor; unter anderem eine große Anzahl an Rittern und Kommandeuren des ordre royal et militaire de Saint Louis; des chevaliers de l’ordre de Saint Jean de Jerusalem (Malte). Marc-Antoine-Nicolas de Croismare, Marquis de Lasson, blieb der Nachwelt in Erinnerung als Inspiration für Denis Diderots „La Religieuse“.
Louis XV. ernannte Louis Eugène de Croismare (maréchal de camp et commandeur de l’ordre royal et militaire de Saint-Louis) 1767 zum Marquis der Region Craon. Das Marquisat erhielt den Namen  Croismare. Jean de Croismare wandte sich während der Hugenottenverfolgung nach Bremen und nannte sich  Johann Alers.

## Namensträger
- Robert de Croismare, Erzbischof von Rouen (1445–1493)
- Nicolas de Croixmare, Mathematiker, Chemiker und Schriftsteller (1629–1680)
- Marc-Antoine-Nicolas de Croismare, Marquis de Lasson (1694–1772)

## Besitzungen
- Château de Lasson
- Château de Saint-Just
- Château Port-Mort
- Château des Alleurs
- Château de Voisin

## Honneurs de la Cour
In den Jahren 1775, 1783 und 1785 wurden Mitglieder der Familie Croismare mit der Auszeichnung honneurs de la Cour bedacht.  Die Auszeichnung honneurs de la Cour war die prestigeträchtigste Ehre am französischen Hof im 18. Jahrhundert; gedacht als Auszeichnung für die ältesten und repräsentativsten Adelsfamilien Frankreichs.

## Die Liniedes Alleurs
Die französischen Adelslexika beginnen mit der gesicherten Stammreihe der Croismare wie folgt:
Guillaume de Croismare (Vater von A1), erwähnt um 1291 ⚭ Elache de Creuilly (Creully)
Ausgehend von Robert I. Earl of Gloucester, einem unehelichen Sohn des englischen Königs Heinrich I., stammen die Creully von Wilhelm dem Eroberer und den Herzögen der Normandie ab.
aus Gotha, 1910, 4. Jahrgang
A1. Guillaume (I.) Seigneur de Croismare, Seigneur des Aleurs, de St. Jean de Cardonnay, de Limésy, St. Just usw., genannt 1378, gründet am 15. Juli 1387 die Kapelle Sainte-Catherine in Rouen, Anwalt und Rat der Königin Blanka von Kastilien, ⚭ I Marie Gaillande, ⚭ II Jacqueline Naguet († 1390) geborene du Bosc, Witwe des Jean Naguet,
B1. [I] Guillaume (II.), gen. 1386, stirbt vor seinem Vater, königl. Stallmeister, ⚭ Isabeau Naguet
C1. Guillaume (III.), Seigneur des Aleurs, Sénéchal der Baronie Heuqueville, 1438 Oberlandesgerichtspräsident von Rouen, ⚭ III Perret Roussel
D1. [III] Robert d. Ä., Oberlandesgerichtspräsident von Rouen, ⚭ Jacqueline Lallement
E1. Robert d. J., Stallmeister des Königs und Generalleutnant der Gewässer und Forsten in der Normandie und Picardie, 19. April 1510, ⚭ Marie d’Osmont
F1. Jacques, Sekretär von König Franz I. von Frankreich, ⚭ I Cathérine Ango, ⚭ II 6. Februar 1518 Jeanne Miette, geb. du Bois
G1. [II] Jean des Aleurs (* um 1520, † 11. August 1575), kam nach Bremen und änderte seinen Namen in Johann Alers, Bremer Bürger, 1560 Eltermann (Ratsherr), ⚭ N. Kimmen. Von ihm stammen die norddeutschen Alers ab, von denen es in weiblicher Linie bis heute Nachkommen gibt.

## Die Liniede la Pineliere & de Lasson
Nicolas de Croismare, Ecuyer, zweiter Sohn von Charles de Croismare & Anne Jubert. Berater des Königs (Conseils d’Etat et Privé), 1578 ⚭ 1. Catherie de la Roche, Dame de Vaudrimare ⚭ 2. 17. April 1594, Elisabeth de Novince. Louis (folgt) und sechs weitere.
Louis de Croismare, Ecuyer, Seigneur de la Pinelière, d’Ecrameville & Castillou, Seigneur, Patron und Baron von Lasson, ⚭ 1628 Madelene de Revie, unter anderen Kindern Nicolas (folgt)
Nicolas de Croismare, Ecuyer, Seigneur, Patron und Baron von Lasson, ⚭ Madelene le Pionnier
Nicolas de Croismare, Ecuyer, Staatsrat (Conseiller d’État) zweiter Sohn von Nicolas, Seigneur de la Pineliere & Elisabeth de Novince, ⚭ 1. Anne de Cauvigny, ⚭ 2. Jeanne de Montaus – aus dieser Ehe u. a.:
François-Nicolas de Croismare, Ecuyer, Seigneur de Rotoirs & de la Plesse, ⚭ 8. November 1688 Elisabeth de Croismare, seine Cousine. Durch diese Heirat wurden die zwei Linien de la Pineliere vereint. Aus dieser Ehe: 1. Marc-Antoine-Nicolas de Croismare, folgt; 2. Francois-Eugene, Marquis de Croismare, Gründung des Marquisats Croismare nahe Lunéville am 19. Dezember 1767, Chevalier de Malte am 2. August 1712, Lieutenant-Colonel de Régiment de Roi, 20. März  1747 ; Maréchal de camp, 1. Mai 1758; Kommandeur des l’ordre de St. Louis im Juli 1753, ⚭ N… l’Abbai im Dezember 1756.
Marc-Antoine-Nicolas de Croismare, Ecuyer, Seigneur, Patron und Baron von Lasson, Chevalier de St. Louis, Kapitän im Regiment des Königs, Infanterie, 3. August 1735, ⚭ Susanne David de la Pailleterie, 3 Kinder aus dieser Ehe.